# Klatsche in die Hände
Klatsche in die Hände is een Duitstalige single van de Belgische new beat-formatie Tragic Error uit 1989.
De single bevatte geen andere nummers. Op de gelijknamige maxisingle stonden meerdere nummers, met name Klatche in die Hände (in the Evening), Klatche in die Hände (in the Morning), een instrumentale versie, Links - Rechts en Remote Kontrol.
Het nummer kwam binnen in de Vlaamse hitparade op 22 juli 1989 en verbleef er 13 weken. Het piekte op de 13e plaats.

## Meewerkende artiesten
- Muzikanten:
  - Patrick De Meyer
  - Wim Perdaens
  - Surya